# Пожарная каланча (Сыктывкар)
Пожарная каланча (Сыктывкар) —  памятник архитектуры, является неофициальным символом города Сыктывкара Республики Коми. В здании расположено Управление государственной противопожарной службы РК, МЧС России.

## История
Предыстория возведения здания относится к сентябрю 1899 года: на заседании Городской Думы было предложено вместо старого ветхого здания пожарного обоза возвести новое каменное с помещениями для служителей, конюшен и смотровой каланчой с пожарным колоколом. Уже через год началось строительство по проекту вологодского архитектора И. И. Павлова. 
Строительные работы затянулись на несколько лет и проводились только в летние месяцы. В 1907 году городские власти подписали договор о сдаче в аренду 2-го этажа уездному казначейству. К осени того же года здание было окончательно достроено и 19 октября состоялся молебен по случаю размещения в нём пожарного обоза.
С 2002 года в здании каланчи находится Главное управление Министерства РФ по ГО и ЧС РК, на 3 этаже работает музей пожарной охраны.

## Архитектура
Преимущественно здание выполнено в классическом стиле русского севера. Больше всего выделяется восьмигранная башня.

## Реконструкция
В 1975 году архитектор А. Ракин несколько видоизменил здание. Автор реконструкции сохранил архитектурные достоинства каланчи, а также при помощи выделения цветом подчеркнул декоративное убранство памятника и переработал его элементы. Первый этаж, где располагались конюшни, а затем гараж для машин переоборудован под служебные помещения, бывшие ворота перестроены под арочные окна. Новый, более выразительный вид получило завершение яруса звона — вместо пологой крыши на башне был устроен высокий шатер, венчающийся флюгером в виде металлического петуха, сидящего на гербе города Усть-Сысольска (проект архитектора Курова А., воплотили художник Кононенко и механик Катаев.
На фасаде были установлены куранты, которые часто ломались. В 1986 году после реставрации здания часы были отремонтированы специалистами во главе с гл. инженером В. Лисиным, а мелодию, которую они исполняли (песня Якова Перепелицы о Сыктывкаре) решено было оставить.